# Northlake Mall
Die Northlake Mall ist ein Einkaufszentrum nordöstlich von Atlanta in der Gemeinde Northlake im nördlichen DeKalb County, Georgia, USA. Das Einkaufszentrum gehörte einst der Simon Property Group und wurde von dieser verwaltet – seit Februar 2016 ist es jedoch im Besitz von ATR Corinth Partners aus Texas.

## Geschichte
Das Einkaufszentrum gehörte einst der Simon Property Group und wurde von dieser verwaltet und im Jahr 2015 schloss die Washington Prime Group die Übernahme von Glimcher Realty Trust ab und bildete WP Glimcher. Im Februar 2016 wurde das Einkaufszentrum an ATR Corinth Partners aus Texas verkauft.

## Läden
Es gibt über 100 Geschäfte.
Der aktuelle Hauptladen ist Macy’s (ehemals Davison's). Zu den früheren Hauptläden gehören JCPenney, Kohl's und Sears. Kohl hat 2016 geschlossen. Am 31. Mai 2018 gab Sears bekannt, dass es seinen Standort im September 2018 schließen würde, zusammen mit 72 Filialen. Im Oktober 2019 wurde bekannt gegeben, dass Emory Healthcare das ehemalige Sears-Gebäude beziehen wird. Emory Healthcare hat das Gebäude seitdem in eine Impfhalle für COVID-19-Impfungen umgewandelt, die als ihr größtes externes Impfzentrum dient. Am 4. Juni 2020 wurde bekannt gegeben, dass JCPenney am 18. Oktober 2020 im Rahmen eines Plans zur Schließung von 154 Geschäften im ganzen Land schließen wird, wodurch Macy’s als einziges Hauptgeschäft übrig blieb. Sonst gibt es viele kleine Läden.
Der Tucker-Northlake Community Improvement District (CID) hat 2015 geplant, das Einkaufszentrum in einen Büro-, Arzt- und Einzelhandels-/Restaurantkomplex mit gemischter Nutzung umzuwandeln. Die Planung dazu dauert an.